# Golpe de 1964 no Rio de Janeiro

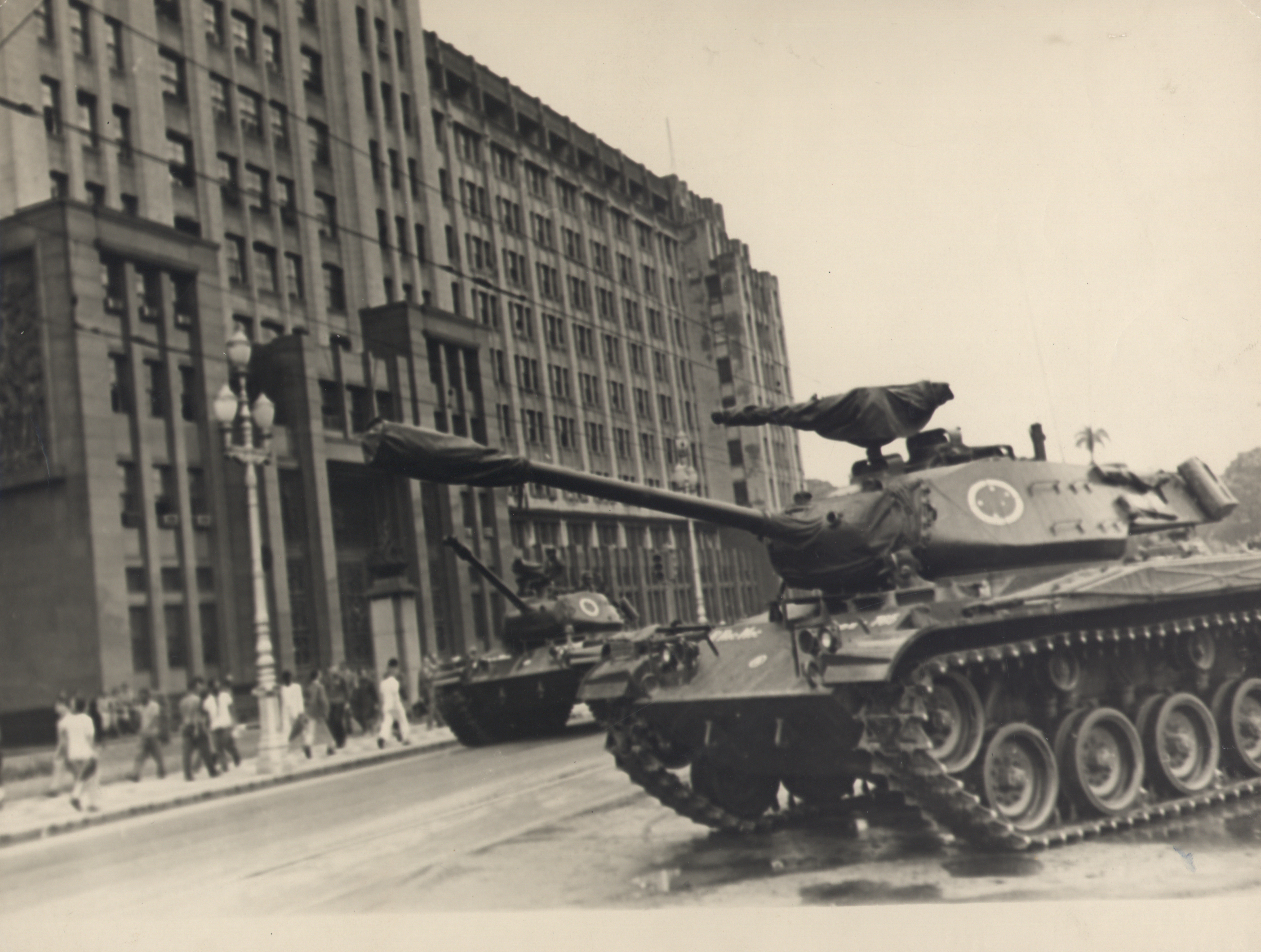
Carros de combate M41 Walker Bulldog em frente ao Palácio Duque de Caxias

O Golpe de 1964 no Rio de Janeiro refere-se aos eventos relativos ao Rio de Janeiro, antiga capital do Brasil, na medida em que foi o alvo principal do golpe de Estado no Brasil em 1964, mas não seu ponto de partida. O controle do governo sobre a poderosa guarnição do I Exército (sediado no Rio de Janeiro), como parte de seu "dispositivo militar", era maior, exigindo que fosse dispersa para o interior para enfrentar forças do Exército Brasileiro rebeladas vindas de outros estados. Entre os inimigos de João Goulart na cidade estavam Carlos Lacerda, governador da Guanabara, e os generais Castelo Branco e Costa e Silva, sem comando de tropas. As forças do governo estavam sob o comandante do I Exército, o general Armando de Moraes Âncora, e do Corpo de Fuzileiros Navais, almirante Cândido Aragão. Os revoltosos não conseguiram sublevar o grosso da guarnição, mas a saída do Presidente depois do meio-dia de 1º de abril, causada pela deterioração de sua posição dentro e fora da cidade, fez desmoronar a posição dos legalistas e o I Exército cessou a resistência. No dia seguinte o "Destacamento Tiradentes", advindo de Minas Gerais, entrou na cidade.
O domínio inicial do governo federal na Guanabara era o esperado pelos golpistas e se materializou no almirante Aragão, "senhor absoluto do Rio durante quase dois dias". Entretanto seus fuzileiros, apesar de vários falsos alertas da noite de 31 de março e no dia seguinte, não atacaram Carlos Lacerda, que aguardava entrincheirado no Palácio Guanabara com policiais e voluntários. Com uma exceção não impediram sua Polícia Militar de neutralizar os sindicalistas. Houve greve, mas ela prejudicou o governo. Os legalistas também perderam a oportunidade de aprisionar Castelo Branco; ele e Costa e Silva estiveram no Palácio Duque de Caxias, sede do Ministério da Guerra, e saíram na tarde do dia 31, rumando a aparelhos. Castelo Branco terminou na Escola de Comando e Estado-Maior do Exército (ECEME), que tornou a Urca um enclave da rebelião; na manhã do dia seguinte o Forte de Copacabana emergiu como outro. 
No dia 1, o almirantado conseguiu neutralizar Aragão. Após a saída do Presidente, seus guardas abandonaram sua residência, o Palácio Laranjeiras, notoriamente um pelotão de carros de combate que seguiu às linhas de Lacerda. Pouco antes oficiais da ECEME invadiram o QG de Artilharia da Costa, em Copacabana, com grande repercussão. Por fim, à medida que o governo Goulart desaparecia, a repressão desceu sobre seus partidários. Costa e Silva tomou para si o Ministério da Guerra. A partir do dia 2 surgiram rumores de uma contraofensiva janguista, que não se verificaram. Os oposicionistas, triunfantes, realizaram a "Marcha da Vitória".

## Contexto no interior

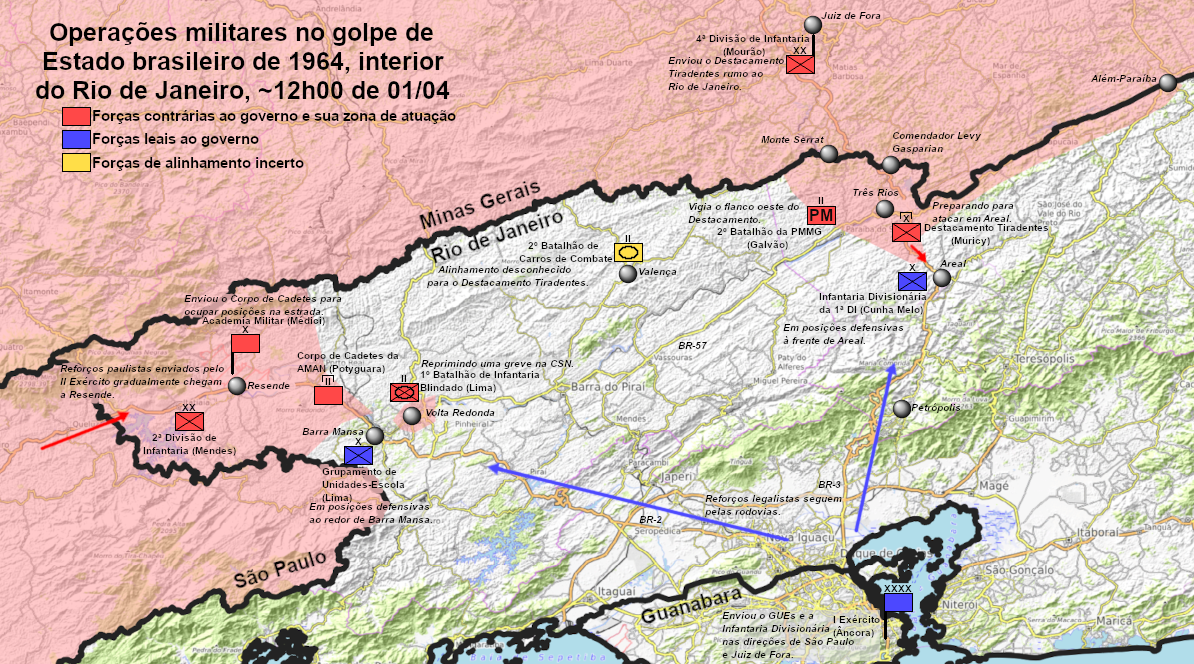
Situação militar ao redor do meio-dia de 1.º de abril, com operações nos eixos Rio-Minas e Rio-São Paulo

Contra o Rio de Janeiro convergiam as forças da 4ª Divisão de Infantaria, de Minas Gerais, e do II Exército, de São Paulo, respectivamente dos generais Olímpio Mourão Filho e Amaury Kruel. Mourão Filho formou o "Destacamento Tiradentes" e delegou seu comando ao general Murici, cuja força já estava na ponte sobre o rio Paraibuna, na fronteira estadual, às 17h00 do dia 31. Kruel só aderiu ao golpe ao redor da meia-noite. Na frente mineira, o 1º Batalhão de Caçadores de Petrópolis montou uma defesa ainda no dia 31, mas à noite recuou. Depois das 05h00 do dia seguinte a próxima força legalista, o 1º Regimento de Infantaria (1º RI), aderiu. Depois das 11h00 e meio-dia a próxima linha defensiva legalista, sob o general Cunha Melo, era o 2º RI, que defrontou o Destacamento Tiradentes na região de Areal. Na frente paulista a Academia Militar das Agulhas Negras, antes mesmo da chegada das forças que desciam o Vale do Paraíba, aderiu a Kruel e montou uma defesa na região de Resende e Barra Mansa contra o Grupamento de Unidades-Escola, a força legalista enviada contra São Paulo. Eram essas as posições no interior antes da decisão de Âncora de negociar com Kruel na tarde do dia 1, após a saída de Goulart do Rio de Janeiro, levando ao fim das hostilidades, que no interior não chegaram a ser violentas.

## Palácio Guanabara
No dia 19 de março o governador Lacerda ouviu que o general Argemiro de Assis Brasil mandaria prendê-lo antes da convenção da União Democrática Nacional, no dia 11 de abril. Estava informado que o golpe começaria no dia 2 de abril. Sabia ainda que, deflagrado, o inimigo federal tomaria com força seu Estado e o Rio Grande do Sul. Aconselhado a fugir a São Paulo ou Minas Gerais, sua decisão era outra — entrincheirar-se. Mandou a família para longe e no dia 27 ou 29 passou a dormir no Palácio, que na noite de domingo já era uma "praça de guerra". O plano de segurança meticulosamente preparado desde o segundo semestre de 1963 entrou em ação.
Com a notícia da deflagração em Minas Gerais, chegando por Armando Falcão na madrugada do dia 31, passou à ocupação das vias vizinhas pela Polícia Militar, como presenciado pelo general Murici depois das 09h00. Os policiais foram reforçados por centenas de voluntários, civis e militares reformados, trajando lenços azuis e brancos. Eram tantos os que se apresentavam para defender o Palácio que a durabilidade do estoque de víveres foi ameaçada. As medidas defensivas eram várias, como a “Operação Overhaul”, na qual falsas notícias de movimentos de tropas e ações dos conspiradores foram disseminadas para dispersar as forças legalistas.
| Dispositivo de segurança do Palácio Guanabara | Dispositivo de segurança do Palácio Guanabara | Dispositivo de segurança do Palácio Guanabara | Dispositivo de segurança do Palácio Guanabara |
| --- | --- | --- | --- |
| Liderança e organização | Secretário de Serviços Públicos, General Salvador Gonçalves Mandin Secretário de Segurança, Coronel Aviador Gustavo Eugênio de Oliveira Borges Chefe da Casa Militar, Coronel Fontanelle Deputado Federal Coronel José Costa Cavalcanti Coronel PM Edson de Moura Freitas | Secretário de Serviços Públicos, General Salvador Gonçalves Mandin Secretário de Segurança, Coronel Aviador Gustavo Eugênio de Oliveira Borges Chefe da Casa Militar, Coronel Fontanelle Deputado Federal Coronel José Costa Cavalcanti Coronel PM Edson de Moura Freitas | Secretário de Serviços Públicos, General Salvador Gonçalves Mandin Secretário de Segurança, Coronel Aviador Gustavo Eugênio de Oliveira Borges Chefe da Casa Militar, Coronel Fontanelle Deputado Federal Coronel José Costa Cavalcanti Coronel PM Edson de Moura Freitas |
| Investimentos antecipados | Rádios, viaturas do tipo "choque" e metralhadoras. | Rádios, viaturas do tipo "choque" e metralhadoras. | Rádios, viaturas do tipo "choque" e metralhadoras. |
| Preparativos logísticos | 2 grupos de geradores, serviços de intendência, víveres, contingente médico e bombeiros. | 2 grupos de geradores, serviços de intendência, víveres, contingente médico e bombeiros. | 2 grupos de geradores, serviços de intendência, víveres, contingente médico e bombeiros. |
| Reconhecimento | Radiopatrulhas monitoravam pontos estratégicos da cidade. | Radiopatrulhas monitoravam pontos estratégicos da cidade. | Radiopatrulhas monitoravam pontos estratégicos da cidade. |
| Linhas de defesa | Composição | Localização | Acionada |
| Tonéis de petróleo vazios na Praia do Botafogo, por onde os Fuzileiros Navais poderiam invadir.                                                           | | | |
| 1ª | A Polícia Civil, à paisana, para fazer ataques de inquietação; 5 batalhões da PM. | Arco do Hotel Glória a uma posição ao norte do palácio. | Apenas parcialmente. |
| 2ª | Militares e civis voluntários com armas automáticas, antitanque, coquetéis molotov e dinamite | Vias de acesso e apartamentos cedidos por moradores, especialmente do 4º ao 6º andares. | Tarde do dia 31. |
| 3ª | 2º Batalhão da PM (quartel da rua São Clemente). | Linhas de caminhões de lixo. | Manhã do dia 31. |
| 4ª | Voluntários "especiais" com armas antitanque mais pesadas, incluindo bazucas acionadas por relay e montadas em jipes. | Em reserva, para quando se recuasse aos quatro acessos à rua Pinheiro Machado. | |
| 5ª | 1ª Companhia Independente da PM e choques da Polícia de Vigilância. | Própria sede do governo. | |
| Mil litros de óleo derramados no Morro Novo Mundo, impedindo a subida de artilharia até o alto, que ameaça a retaguarda do Palácio; policiais nos morros. | | | |
| Meio de fuga | Trocando espaço por tempo, uma retirada pelo maciço do Sumaré, com o governador escapando por lanchas do Corpo Marítimo de Salvamento deixadas na praia. | Trocando espaço por tempo, uma retirada pelo maciço do Sumaré, com o governador escapando por lanchas do Corpo Marítimo de Salvamento deixadas na praia. | Trocando espaço por tempo, uma retirada pelo maciço do Sumaré, com o governador escapando por lanchas do Corpo Marítimo de Salvamento deixadas na praia. |

Às 16h00 as radiopatrulhas avistaram o deslocamento de carros de combate do 1º Regimento de Reconhecimento Mecanizado (1º R Rec Mec), mas embora a 3ª e 4ª linhas tenham sido colocadas em alerta, não se acreditava que fossem sozinhos atacar o palácio. De fato, o movimento era apenas ao Laranjeiras e ao Ministério da Guerra. A defesa seria posta à prova às 21–22h00, com rumores de um iminente ataque dos fuzileiros navais de Aragão. O deslocamento era real: quatro caminhões e um carro de assalto, com tropa pesadamente armada, partiram da guarnição. Pairava grande tensão. O comboio seguiu o itinerário: Cinelândia, Glória e entrada da rua Farani. Regrediram à praia do Flamengo e dali à Praça José de Alencar, Largo do Machado e Palácio Laranjeiras. Não houve ataque: apenas reforçaram a segurança do Presidente.

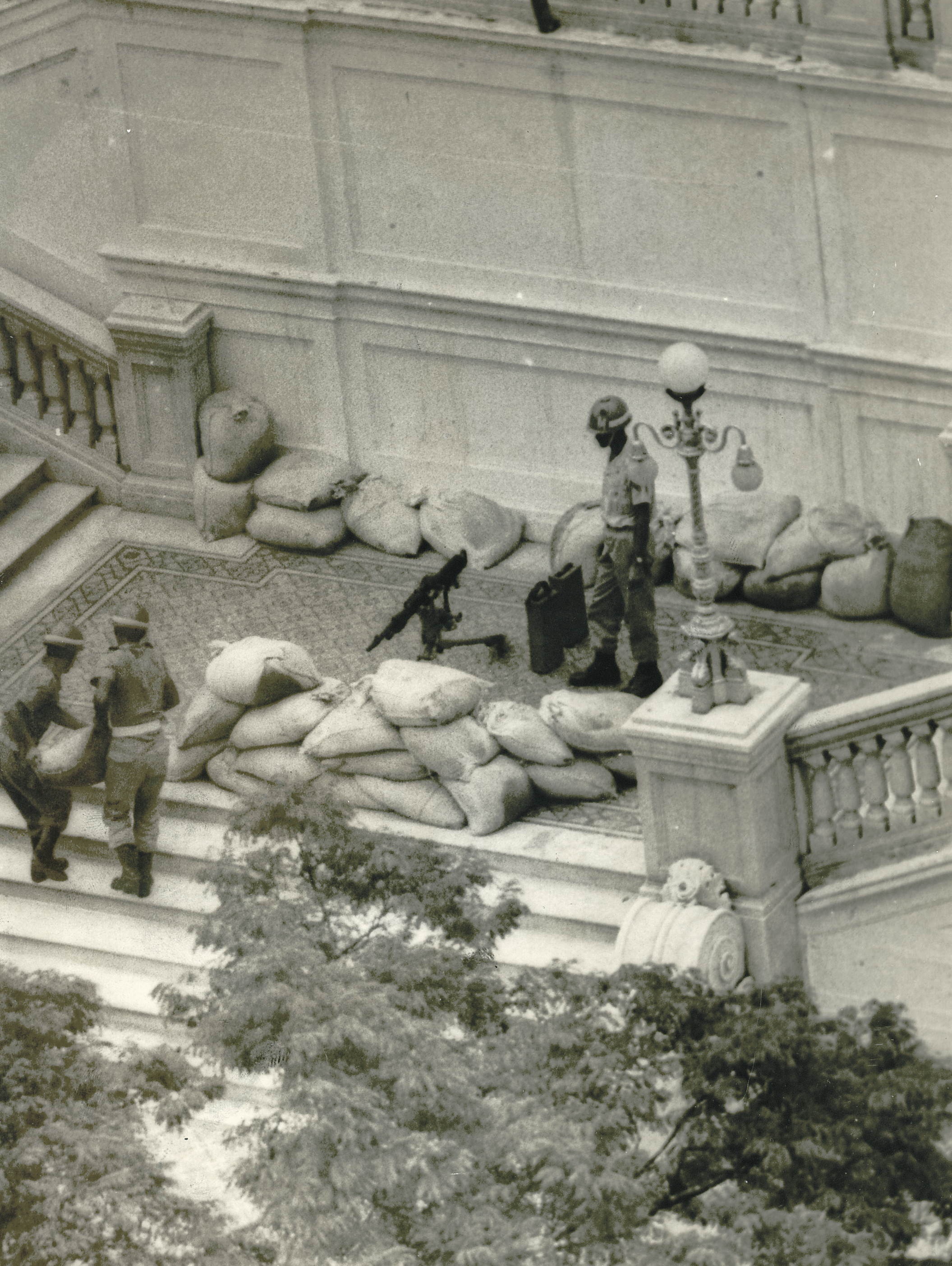
A defesa do Palácio Guanabara

Os fuzileiros apenas tinham sido chamados a defender o Palácio Laranjeiras em virtude da presença adversária da Polícia Militar e do Exército não fornecer reforços. Ás 01h30–02h30 veio uma agressão concreta ao Guanabara: a partir das 01h00 cortaram-se as linhas telefônicas. Porém na secretaria de Imprensa uma ou duas linhas novas foram esquecidas e um radioamador retransmitia a Rádio Guanabara aos outros estados. Cortou-se em seguida a luz. Os geradores foram ativados, e para não sobrecarregá-los, o ar-condicionado foi desligado, contribuindo para o clima de tensão. Mais um movimento de fuzileiros navais apenas seguia ao Laranjeiras.
Às 02:00 do dia 1º Âncora garantiu que os fuzileiros não atacariam o Guanabara, e às 03:30, camuflados como enfermeiros, dois investigadores enviados pelo Guanabara fizeram reconhecimento no Arsenal da Marinha. Entraram vestidos de enfermeiros, num "rabecão, cheio de pedaços de corpo humano", a pretexto de buscar um cadáver, constatando que os fuzileiros do Batalhão Riachuelo dormiam.
Entretanto os boatos de invasão voltaram pela manhã, às 04h00 e 08h00. Antes das 10h00 da Rua Farani avistaram-se soldados nas encostas do morro e se imaginava um ataque de morteiros. Era uma incursão breve ou uma confusão entre os uniformes dos policiais e dos fuzileiros, parecidos. Dos alto-falantes do palácio, Lacerda desafiava:
Fuzileiros, deixem suas armas, porque vocês estão sendo enganados por um oficial inescrupuloso. Aragão, covarde, incestuoso, deixe os seus soldados e venha decidir comigo essa parada. Quero matá-lo com o meu revólver, ouviu, Aragão, de homem para homem.
O governador chegou a especular que as repetidas "invasões" que não se concretizavam fossem tática psicológica para baixar sua guarda, mas Aragão não deu ordem de ataque. Queria sim, prender o governador, o que, consideravam os legalistas, interromperia o golpe ou deteria as adesões de comandos militares. Avaliava que seria perfeitamente possível, e de fato, do outro lado o General Mandin notou sua imensa inferioridade do poder de fogo: o Guanabara não resistiria mais que duas horas. Entretanto Aragão ficou à espera da aprovação do Presidente, que nunca veio. O então Secretário de Segurança narra que os fuzileiros vinham para atacar de fato, mas Âncora telefonou a Aragão e ameaçou deslocar o 1º R Rec Mec estacionado no Ministério da Guerra para interrompê-lo. Fernando Gabeira era da opinião de que os oficiais sabotariam uma ordem de ataque.
Os objetivos da defesa do Guanabara eram, além da simples defesa do governador, o valor simbólico da permanência do governo estadual e a proclamação ao país da agressão sofrida. Lacerda era da opinião de que influenciou a adesão de São Paulo ao golpe, pois a Guanabara era até então considerada "favas contadas".

## PM, Aeronáutica e Fuzileiros Navais

A ocupação da Rádio Jornal do Brasil

À noite do dia 31 Francisco Teixeira, comandante da III Zona Aérea e ligado à base militar comunista ouviu de Luís Carlos Prestes, líder do Partido, que deveria acionar a Base Aérea de Santa Cruz e bombardear o Palácio Guanabara. Respondeu que seus tenentes já estavam do lado golpista. Em outra ocasião, respondeu ao mesmo pedido que só daria a ordem se mandado pelo Presidente da República. Um bombardeio aos jardins do palácio seria "mais um ato terrorista do que uma ação militar".
Os fuzileiros navais e marujos da Associação de Marinheiros e Fuzileiros Navais do Brasil (AMFNB) eram loco de mobilização legalista, a ponto de Brizola sugerir a Aragão que convidasse Jango a se instalar nos Fuzileiros e dali se dirigir à nação. Até o dia 31, a AMFNB controlou o armamento, contatou oficiais legalistas e impediu a partida de navios. Fuzileiros navais ofereceram armas na União Nacional dos Estudantes, embora nenhuma veio aos que esperavam na Faculdade Nacional de Direito. O cabo Anselmo, com armas dos Fuzileiros, planejou ações com integrantes da UNE e operários marítimos. Aragão considerava-se "senhor absoluto do Rio durante quase dois dias". Seus fuzileiros guarneceram a Aeronáutica (o edifício da Terceira Zona Aérea fora metralhado), as emissoras Nacional e Mayrink Veiga, governistas, e os Correios e Telégrafos, possível ponto de reunião legalista.
O Conselho Nacional de Telecomunicações (CONTEL) vetou as emissoras de rádio não associadas à "Rede da Legalidade" transmitirem notícias; que emitissem apenas música, então. Proibiu à direção da Rádio Jornal do Brasil as notícias "falsas" ou "alarmistas". Foi acusada das primeiras. Por divulgar pronunciamentos de Juscelino Kubitschek e Magalhães Pinto, foi ocupada entre as 20:30 e 21:14 por 10 fuzileiros navais, ficando fora do ar nesse período. Seu superintendente foi preso e depois solto. Igual tratamento receberam os jornais oposicionistas Tribuna da Imprensa e O Globo, invadidos e impedidos de circular no dia 1º. Aragão esteve presente nas ocupações.
O Comando Geral dos Trabalhadores já tinha decretado greve geral para o dia 30. Entretanto a rede de comunicações sindical estava enfraquecida. A greve se restringiu aos estados da Guanabara e Rio de Janeiro, além de Santos e ferrovias em São Paulo, Bahia e Rio Grande do Sul, o que beneficiou o golpe: não interferiu na base territorial golpista em Minas Gerais e São Paulo e impossibilitou a movimentação das massas dos subúrbios para o centro, onde estavam 95% dos sindicatos. Edmar Morel acusa a greve de ter sido obra de uma quinta-coluna, resultado da ausência de cabeça no CGT. Thomas Skidmore atribui o fracasso sindical ao fato de líderes já terem sido presos no dia 30 ou estarem foragidos.
Aragão não conseguiu interromper o aparato militar estadual. A PM de Carlos Lacerda era ostensiva nos pontos estratégicos, acessos e vias de transporte. Aparecia também à porta dos sindicatos. Um a um, conduziu ocupações e prisões de liderança, mas um escaparia: o CNTI. A liderança da greve, incluindo o deputado Hércules Silveira, foi presa por 12 policiais militares onde se reunia no prédio da IAPETEC, em frente ao Ministério da Aeronáutica, na rua Santa Luzia. Um contingente da I Zona Aérea libertou os detidos e outro dos fuzileiros navais fez a PM sair com a ameaça de abrir fogo, às 18:25.

No IAPETEC
Fuzileiros navais
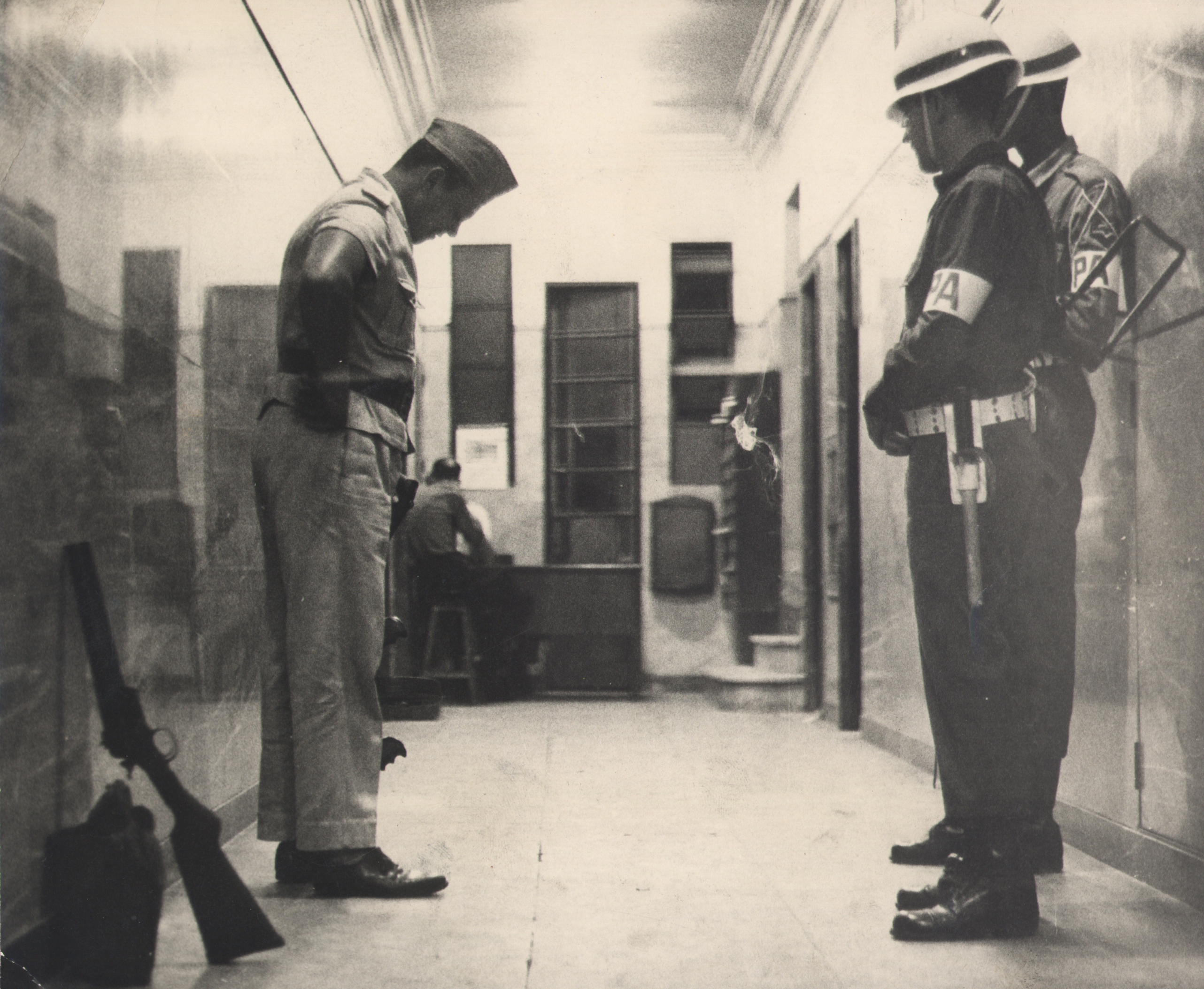
Policial Militar depõe sua arma para a Aeronáutica
Entrada da tropa da Aeronáutica

## Palácio Duque de Caxias
Pela manhã Castelo Branco fracassou em retardar os mineiros e teve contatos improdutivos com os paulistas. Às 10h00 dirigiu-se a seu gabinete no Estado-Maior do Exército (EME), de onde prosseguia com telefonemas a apenas três andares abaixo do gabinete do Ministro, cheio de legalistas. Corria o risco de ser preso — Costa e Silva disse-lhe "Você está na boca do lobo!" Sua permanência ali seria vista pelos colegas como afirmação de liderança.
Costa e Silva e outros como Ernesto Geisel se juntaram ao Chefe do Estado-Maior no Ministério. Pelo seu próprio sistema de comunicação coordenavam o golpe, Costa e Silva com as lideranças militares e Castelo Branco com as civis. Também o coronel Rubens Restell chegou ali de São Paulo, informando a situação no outro Estado e retornando com as instruções de Castelo.

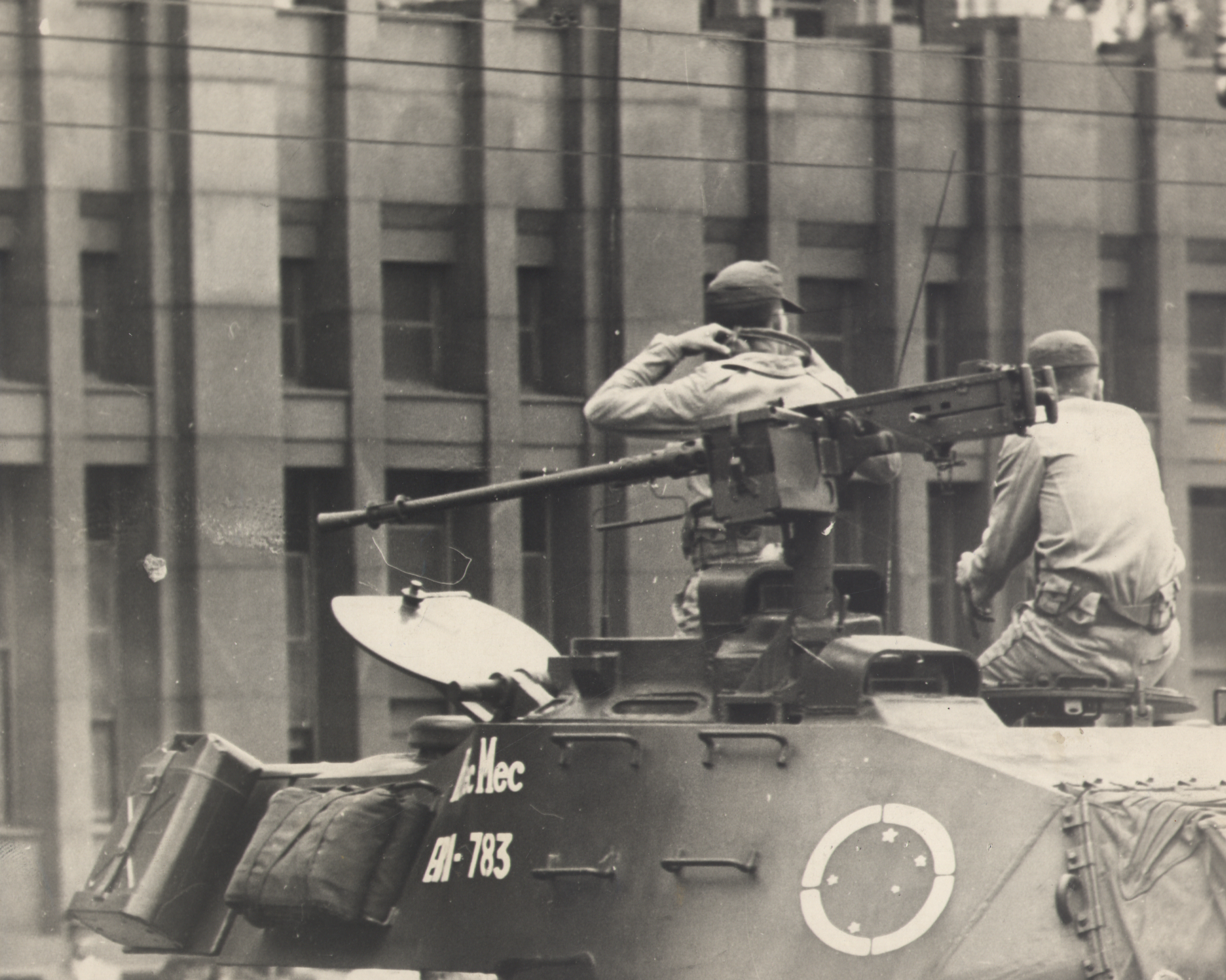
Blindado monta guarda em frente ao Ministério da Guerra

O EME era "defendido" por oficiais de pistola 45 na cintura. Tiraram os arquivos de aço das seções, bloquearam as portas dos elevadores e escadarias de acesso ao 5º e 6º andares e escalaram guardas. Solicitaram reforço à ECEME, do general de brigada Jurandir de Bizarria Mamede, subordinado e amigo de Castelo. Vieram para defender o General e talvez tomar o Palácio 60 oficiais levemente armados, após o meio-dia.
O I Exército ficou alarmado, especialmente pela presença de oficiais em uniformes de instrução, e solicitou reforços. Ás 15h15 se deu uma ordem de bloqueio e evacuação do Palácio. Os civis foram convidados a sair. 12 tanques e 8 carros de assalto do 1º R Rec Mec e 2º Batalhão de Infantaria Blindado (2º BIB) estacionaram na frente, isolando a entrada de uma multidão de populares que se aglomerava. Somente o portão lateral esquerdo ficou aberto. No pátio estavam elementos do Batalhão de Guarda e do 1º GCanAuAAe 40.
Com as sirenes ligadas, a Polícia do Exército (PE) saltou das viaturas e ocupou os andares de baixo. O Palácio tornou-se "cenário de faroeste", dividido entre o governo e os revoltosos. Estes, de fora com "um paliteiro de carros-de-combate apontados para o Ministério", e dentro, do térreo ao 4º e do 9º ao 10º andares. Aqueles, do 5º ao 8º, dispostos a defender Castelo Branco. "E se a PE tentar subir?" "Atirem". Elevadores estavam desligados, e passagens, bloqueadas. Imaginavam que a PE os desentocaria com bazucas à noite. "Armados de metralhadoras, os dois lados ocupavam as escadarias e esperavam por quem iria atirar primeiro".
Por sua vez, os legalistas no 9º o 10º andares, onde estava o gabinete do ministro, também se preparavam para resistir. Dois lances de escadaria acima de Castelo estava Âncora. Tinha em mãos a ordem de, no Forte da Laje, prender Castelo. Só tardiamente ele foi nomeado como líder do golpe a Jango. A ordem não pôde ser cumprida de imediato, pois só outro general de exército poderia prendê-lo. Este seria, então, Âncora, que a princípio se recusou por constrangimento pessoal. As horas passaram e só às 18h00 Âncora mandou o general Almeida de Morais "convidar" Castelo a seu gabinete. Ele não estava mais ali. Testemunha, o general Telles suspeita que Âncora tenha deliberadamente arrastado a ordem para permitir que Castelo fugisse.
Castelo Branco havia deixado o Palácio às 16h00, pelo portão lateral num automóvel oficial escoltado por um jipe cheio de homens armados. Em nenhum momento foi bloqueado. Escondendo-se em uma série de "postos de comando" com seu Estado-Maior revolucionário, terminou na ECEME. Costa e Silva seguiu a outros aparelhos. A PE bebeu água e saiu, "absolutamente por fora desse pequeno drama". A escolta montada para o General, dispensada, desdenhou da "revoluçãozinha de expediente".

## Península da Urca
Tomando conhecimento da deflagração em Minas, ao redor das 10:00 o General Mamede declarou a Castelo Branco que já não considerava Jango o Presidente. Obedecendo somente a Castelo, transformou sua Escola no "Estado Maior Revolucionário", a primeira formação da Guanabara levantada contra o governo. Dispunha de 400 oficiais, dos quais apenas 8 apresentaram dissidência; junto com alguns sargentos, foram presos. O armamento não se equiparava à moral: apenas 28 revólveres 45, 30 fuzis e mosquetões, 3 Thompsons e, após as 11h00, 10 submetralhadoras INA cedidas pelo Palácio Guanabara. Suspendeu as aulas. Os alunos ficaram em "equipes de choque" de 20 cada.
A ECEME tornou-se foco de agitação contra o governo por, juntamente com a ESG, ser tratada como "arquivo dos indesejáveis" pelo mesmo.
Vieram boatos de um ataque com carros de combate, e em poucas horas a garagem produziu 60 coquetéis molotov. A primeira grande missão foi a escolta no EME. Terminou dispensada, e após as 17h00, a prontidão foi relaxada, os prisioneiros soltos e as aulas restauradas. Veio o desânimo — "zero a zero e bola ao centro". Gaspari enfatiza que o levante não foi a lugar nenhum, mas eram medidas de dissimulação, diante do risco de "forte ação repressiva". Eram complementadas pelo obscurecimento da escola e, numa contradição, dificultadas pela própria liberação dos presos.
À noite Mamede compareceu ao aparelho de Castelo. Retornando à paisana, tinha ordem de pôr sob seu comando as numerosas demais instituições da Urca e Praia Vermelha. Pela madrugada confirmaram seu apoio o tenente-coronel Andreazza, na ESG, coronel Daltro Santos, na Escola de Educação Física do Exército, e tenente-coronel Iônio Portella, na Escola de Artilharia da Costa. Do Instituto Militar de Engenharia (IME) apresentaram-se alunos individualmente mas no caso dos coquetéis seu comandante, general Luiz Neves, estava ausente. O coronel Euler Bentes Monteiro, da Escola de Comunicações, recusou-se a fornecer "meia dúzia de rádios".

A bonita pracinha da Praia Vermelha fervilha de movimento. Ganha vida e aspecto marcial. É uma praça de guerra. Os bondinhos que enfeitavam a praia foram empurrados a braço; aparecem caminhões e aproveita-se a viatura capturada aos navais; enchem-se sacos de areia; manilhas de uma obra próxima são roladas; surgem cabos de aço.

Hernani D'Aguiar, "A revolução por dentro", p. 151
Todos os alunos dormiram ali. Vigiavam a praia, imaginando um ataque anfíbio dos fuzileiros, e guarneciam as ruas. Consideravam os janguistas "majoritários, onipotentes e onipresentes". Estavam em posição precária e no dia 1 vinham boatos de um ataque iminente. Poderia vir até de uma aglomeração da Marinha em Niterói. Costa e Silva prometeu uma companhia de carros de combate do 1º BCC, que nunca veio, e o Forte São João, embora solidário, não quis fornecer um reforço — não convinha a ninguém abrir mão de seus efetivos. Coube aos próprios oficiais a defesa. Patrulhas móveis em automóveis particulares monitoravam as redondezas e o comando foi decentralizado para empregar as capacidades dos oficiais.
O oponente que apareceu eram 2 fuzileiros navais, logo presos. Em seguida, um sargento com 8 fuzileiros, todos de INA. Interceptados por 12 oficiais, dos quais apenas 3 com metralhadora de mão, poderia ter ocorrido um tiroteio, mas se renderam e as armas complementaram o parco arsenal. Estavam ali em reconhecimento, todos rumando ao bondinho. No alto do Pão-de-açúcar tinham um posto de guarda com uma antena transmissora, desde a antevéspera, com um capitão-tenente e 8–10 fuzileiros. Tentativas de diálogo não deram fruto e o bondinho foi desativado para não que não atacassem a retaguarda.
O resultado foi a adesão do IME. A pracinha da Praia Vermelha foi entrincheirada. Na Avenida Pasteur haviam barricadas em profundidade até a Faculdade de Medicina, com postos menores chegando ao Iate Clube.

## Palácio Laranjeiras
Goulart estava no palácio Laranjeiras, bem protegido por um scout car e um pelotão de cinco tanques M41 do 1º R Rec Mec, sob o tenente Freddie Perdigão Pereira, no parque Guinle. Para lá partiram após as 16h00. Á noite o dispositivo de segurança já atravancava o tráfego nas vizinhanças: na rua que sobe ao parque Guinle e no encontro da rua das Laranjeiras com o Largo do Machado aguardavam fileiras da Polícia do Exército. A defesa do Palácio Guanabara, a meros dois quarteirões de distância, chegou antes da do Laranjeiras, exigindo o envio de guardas para manter abertos os acessos ao Largo do Machado. Na rua das Laranjeiras as linhas, a federal com blindados e a estadual com caminhões de lixo, estavam a 3 metros de distância. "Conversavam e trocavam café por cigarros, passando os jornais de mão em mão".
Goulart decolou rumo a Brasília às 12h45. Uma equipe da ECEME à paisana, ouvindo que fuzileiros atacariam o Guanabara apoiados por um carro de combate M41, não encontrou na região do Laranjeiras nem a PE e nem fuzileiros. Haviam largado suas posições, os fuzileiros às 15h25. Só restavam como defensores do Palácio presidencial, já vazio, o pelotão blindado.
O tenente Perdigão queria mudar de lado, mas receava o que fariam seus sargentos. Pôs, então, os quatro no 4º carro; o sargento Augusto teve que ser preso. Este 4º e outro, formando a 2ª seção do pelotão, deveriam partir à Urca-Praia Vermelha. Dando pane, Perdigão engatilhou sua INA. Foi pacificado pelo major Caldeira, da ECEME, que assumiu a seção e a conduziu à Escola. Os carros chegaram na barricada com as torres viradas para trás, mas por esquecimento, ainda em posição de tiro. O major Porto Alegre, com um revólver 38, interrompeu a coluna. Se fosse inimiga, teria morrido — era o estado de espírito na ECEME, a cuja defesa a seção se uniu.
Os 3 carros da 1ª seção depararam com os defensores do Guanabara em dois pontos. O capitão Adolpho, entocado num buraco na rua Ipiranga com uma bazuca, foi contatado com a ajuda de uma radiopatrulha que monitorava os blindados. Conseguiu a liberação do acesso com o comandante do setor, coronel Luiz Mendes. O capitão Juarez, que estava na entrada da rua Laranjeiras com 3 sargentos, 2 cabos e 27 soldados, avistou ao longe os carros, bloqueou a estrada com um caminhão de lixo e dirigiu-se com um sargento e um cabo, cada um com quatro granadas, para explodir as lagartas. Perdigão acenou — "vim aderir à Revolução" — e trocou sua INA por um lenço azul e branco, símbolo dos defensores.
A 1ª seção aproximou-se do palácio às 15h50, enchendo de entusiasmo os presentes. O Cap Adolpho, em seu Volkswagen, conduziu um jipe e os 3 carros. Na comoção, o major Alcides Etchegoyen subiu no Volks. Carlos Lacerda, que pela TV Rio, às 16h00, finalmente discursava, chorando, clamava "Obrigado!" Era uma expressão pública do alinhamento dos militares ao Governador. Ele abraçou Etchegoyen e, não sendo conveniente uma explicação naquele estado, surgiu a misconcepção de que os filhos do General Etchegoyen teriam comandado carros para resgatar o Palácio. Ainda assim, correndo a uma das janelas, Lacerda proferiu palavrões contra novos supostos atacantes: fuzileiros viriam pela retaguarda do Palácio. Mais um boato.

## Guarnição da cidade

Vizinhança do Forte de Copacabana

O Rio era "impermeável", conforme Carlos Luís Guedes: era dificílimo convencer as formações da Guanabara a aderirem ao golpe. Os Dragões da Independência, 1º Rec Mec e 2º BIB se recusaram. Tentaram-se tirar barcos da barra na baía, sem sucesso. O almirante Sílvio Heck desembarcou de uma lancha na ilha de Mocanguê disfarçado de pescador e tentou tomar os dois submarinos atracados, mas um estava sem peças, e o outro, sem tripulação. A situação continuou no dia 1, mesmo quando o "dispositivo" já cambaleava: o tenente-coronel Hugo Abreu voltou do Regimento Escola de Cavalaria de mãos vazias, embora também não fosse denunciado. O General Augusto César de Castro Muniz Aragão queria tomar o Núcleo da Divisão Aeroterrestre. Encontrou-se à noite dos dias 31 de março a 1 de abril com seus comandantes de infantaria, artilharia, logística e instrução. Estavam receosos com a significativa fração de sargentos e subtenentes governistas. De manhã o comandante, General João Costa, "soldado profissional" e indiferente, aceitou sua autoridade, mas não houve assunção de comando. A Divisão permaneceu "neutralizada". Enviado de Costa e Silva, também não teve êxito no Regimento Escola de Infantaria.
A ECEME teve êxito, porém, em convencer o Forte de Copacabana a aderir, e em seguida a tomar o QG da Artilharia de Costa ao redor do meio-dia.
Os que não eram chamados também nada faziam. O comandante da Escola de Aperfeiçoamento de Oficiais (EsAO), dispondo de uma "reserva tática de alto nível", mandou embora os alunos. Um grupo quis partir para se unir à tropa mineira, mas quando se juntou ela já estava vitoriosa.
| Situação da Vila Militar                                                                          |
| ------------------------------------------------------------------------------------------------- |
| 1º RI: Só um batalhão 2º RI: Ausente REsI: Possivelmente um batalhão Rgt. Andrade Neves: Presente |

Desde o início a ECEME tinha formado Estados-Maiores de instrutores para que generais pudessem usurpar a liderança de unidades. À Escola compareceram então vários. Costa e Silva despachou os Generais Souza Aguiar e Horácio Garcia para tomarem a 1ª DI e Divisão Blindada, respectivamente. Garcia tinha um ponto de partida, o Coronel Calderari, comandante do 1º BCC e favorável à causa, mas visitando-o às 06h00 e 14h00 não surtiu efeito na Divisão. Aguiar, próximo ao Campo dos Afonsos, observou por meia hora a Vila Militar — "passavam despreocupadamente como se não houvesse qualquer Revolução em marcha". Às 12h30 encontrou Muniz Aragão, que lhe falou da Aeroterrestre - fora de seu controle e uma tentativa de tomada seria sangrenta. Já a Vila Militar (disposição na tabela ao lado) permanecia nas mãos do General Osório; mesmo que o QG fosse tomado, não poderia ser defendido. A equipe retornou às 13:00.
A Urca empreendeu outras missões. O coronel Restell transmitiu um objetivo importante para os paulistas: neutralizar a Base Aérea de Santa Cruz, "único grande obstáculo ao II Exército". Seu coronel aviador Rui Moreira Lima era "muito respeitado, mas totalmente de esquerda". Ao lado, o 1º Batalhão de Engenharia de Combate temia uma rebelião pelos quase mil sargentos da base e pediu reforços. Com um grupo da ECEME, alguns elementos coordenaram também uma operação de sabotagem, mas a equipe da Escola viu que seria impossível e, às 12h00 do dia 31, seguiu ao Palácio Guanabara. No dia seguinte, o governador Lacerda foi ainda reforçado por um Estado-Maior enviado pela ECEME.
Um grupo da Aeronáutica pretendeu desembarcar no litoral paulista, subir a serra e tomar a Escola de Especialistas da Aeronáutica, em Guaratinguetá. Teriam assim uma pista de pouso e estrutura para operar aeronaves. Antes da largada, no dia 1, o golpe já estava triunfante na cidade e a operação não teve início.

## Após a saída do Presidente
Mobilizando-se em favor de Goulart, optantes da Polícia Federal se reuniram nos jardins do Palácio do Catete, e ex-pracinhas, no Campo de São Cristóvão. Passaram a tarde à espera de ordens que não vieram. O mesmo se deu com os portuários e marítimos. Moveram-se os estudantes, reunidos às 15h00 na Cinelândia, em frente à Polícia Militar que guarnecia os Clubes Militar e Naval. Tentavam invadir o Clube Militar e os oficiais no interior atiravam. Às 16h00 a Polícia do Exército substituiu a PM e os estudantes comemoraram, imaginando que estivessem ali para garanti-los. Era o contrário e foram dispersos. Refluindo, foram recebidos a tiros, deixando dois mortos.
A tomada do QG de Artilharia de Costa repercutiu em Niterói, onde oficiais do Exército e da PM tomaram o QG da PM, prenderam seu comandante, assumiram a corporação e por fim prenderam o Governador Badger da Silveira. O legalismo no Rio evaporou. Os fuzileiros navais abandonaram as últimas comunicações que ocupavam. Pela noite Âncora rendeu o I Exército e, com o caminho aberto, o Destacamento Tiradentes entrou na cidade no dia 2.
Ainda no dia 1 partia-se à neutralização dos governistas e janguistas. Às 17h30 a sede abandonada da UNE na praia do Flamengo foi queimada por coquetéis molotov. Quase na mesma hora também foi depredada a Ultima Hora. O I Exército depois ocupou as Rádios Nacional e Mayrink Veiga. A PM concluía sua Operação Salame, "fechando sindicatos e prendendo meio mundo".
Às 17:30 Abelardo Jurema e outros ministros, comunicando-se com o Presidente pelo rádio, seguiram ao QG da 3ª Zona Aérea, no Santos Dumont, para decolar a Brasília. Um "Avro" poderia partir de imediato, mas o General Assis Brasil, visitando a família, estava atrasado, e um telefonema anônimo à ECEME às 18h00 denunciou a presença do Ministro e afirmou que fazia-se o possível para atrasar o vôo. Ali acabou preso por um ínfimo time da ECEME e IME. Os legalistas, tendo superioridade material, fracassaram em salvar o ministro. Já os aprisionadores não perceberam os outros ministros ali presentes e logo soltaram Jurema.
Castelo Branco saiu de seu esconderijo às 17h45 e se dirigiu ao Forte de Copacabana, onde foi recebido como ministro da Guerra com uma salva de tiros. Os tiros assustaram os habitantes da Zona Sul e a salva foi interrompida. Saiu do ar o rádio do general Alvim, que tentava convencer o comandante do Forte Duque de Caxias. Enquanto o pessoal estava em "polvorosa" o major Grael por iniciativa própria juntou alguns oficiais e um caminhão e, em 20-30 minutos, capturou o Duque de Caxias.
Quem de fato ocupou o Ministério da Guerra foi Costa e Silva, que adentrou o Palácio Duque de Caxias com seus homens ao redor das 17h00 para se autonomear ministro. A disputa de poder se prolongaria. Partilharam-se as nomeações. Enquanto isso, também às 17h00 o almirante Augusto Rademaker adentrou o prédio do Ministério da Marinha com um grupo de oficiais. Eles esperavam encontrar resistência, mas o ministro Paulo Mário da Cunha Rodrigues aceitou a perda do cargo, assumido então por Rademaker. Às 02h00 do dia 2 Oromar Osório entregou o comando da Vila Militar.
A ECEME prosseguiu com suas missões de apreensão, como do general Osvino Ferreira Alves, até pelo menos o dia 3, e as aulas demoraram dias a voltar. Choviam boatos de uma investida dos derrotados, a partir da meia-noite: sargentos do I Exército matariam os oficiais, fuzileiros desembarcariam na Praia Vermelha e, com portuários, tomariam o Forte de Copacabana e o major Costa Braga, comandante do Forte do Macaé, planejava restaurar Jango ao poder. Nenhum se cumpriu. Na Escola de Artilharia da Costa foi desbaratado um plano de reação, no Forte de São João, do capitão Nogueira, intendente, e dois sargentos, esperando adesão na Escola de Educação Física.

### Citações
1. ↑  D'Aguiar 1976, p. 129.
2. ↑  Silva 2014, pp. 282-284.
3. ↑  D'Aguiar 1976, pp. 134-142.
4. 1 2  Souza 1964, pp. 167-169.
5. 1 2  Filho, João Roberto Martins (4 de abril de 2013). «O 1º de abril». História bem contada. Consultado em 25 de maio de 2020
6. 1 2  Souza 1964, pp. 163-165.
7. 1 2 3 4 5 6 7 8 9 10 11 12 13 14  Monteiro, Sérgio Pinto (26 de março de 2012). «O front do Guanabara». A Verdade Sufocada. Consultado em 29 de maio de 2020
8. 1 2 3 4 5 6 7  Silva 2014, pp. 380-385.
9. ↑  Souza 1964, pp. 175-176.
10. ↑  Faria 2013, p. 383.
11. 1 2  Chagas 1985, pp. 24-25.
12. 1 2 3 4 5  Souza 1964, pp. 178-179.
13. 1 2 3 4  Almeida 2017, pp. 147-150.
14. ↑  Souza 1964, pp. 182-183.
15. ↑  Almeida 2017, p. 311.
16. ↑  Motta 2003, p. 282, Tomo 10.
17. ↑  Almeida 2017, pp. 40-41.
18. 1 2 3 4 5 6 7 8 9 10 11  Gaspari 2014, Parte I, "O Exército dormiu janguista".
19. ↑  Almeida 2017, pp. 144-150.
20. ↑  Correio da Manhã, 02/04/1964.
21. 1 2  Dines 1964, pp. 341-342.
22. ↑  Correio da Manhã, 01/04/1964.
23. ↑  Almeida 2017, pp. 144-145.
24. 1 2  Skidmore 1982, p. 364.
25. ↑  Motta 2003, p. 126, Tomo 1.
26. 1 2  Morel 1965, pp. 103-105.
27. ↑  Silva 2014, p. 367.
28. 1 2 3 4  D'Aguiar 1976, pp. 146-147.
29. 1 2 3 4 5 6 7  Neto 2004, "Na boca do lobo".
30. 1 2  Chagas 1985, pp. 26-27.
31. 1 2  Motta 2003, pp. 292-295, Tomo 1.
32. 1 2 3 4 5 6 7 8 9  D'Aguiar 1976, pp. 143-145.
33. ↑  Almirante Aragão impediu O GLOBO de ir às bancas no dia 1º de abril de 1964. O Globo, 31 de março de 2014. Consultado em 26 de maio de 2020.
34. 1 2  Silva 2014, pp. 364-365.
35. ↑  Chagas 1985, p. 29.
36. ↑  Motta 2003, pp. 173-176, Tomo 1.
37. ↑  Motta 2003, p. 289, Tomo 1.
38. 1 2 3 4 5 6 7 8 9 10  D'Aguiar 1976, pp. 148-151.
39. 1 2  Chagas 1985, p. 30.
40. 1 2  Motta 2003, pp. 30-33, Tomo 15.
41. ↑  Motta 2003, pp. 74-75, Tomo 5.
42. ↑  Motta 2003, pp. 183-185, Tomo 13.
43. ↑  Souza 1964, p. 166.
44. ↑  Silva 2014, pp. 329-331.
45. ↑  Morel 1965, p. 106.
46. 1 2 3 4 5 6  Gaspari 2014, Parte I, "O Exército acordou revolucionário".
47. 1 2 3 4 5 6  D'Aguiar 1976, pp. 162-164.
48. ↑  Motta 2003, pp. 406-407, Tomo 10.
49. 1 2  Silva 2014, pp. 344-349.
50. 1 2  Morel 1965, p. 108.
51. ↑  Souza 1964, p. 186.
52. ↑  Motta 2003, pp. 250-252, Tomo 5.
53. ↑  Motta 2003, pp. 213-215, Tomo 11.
54. ↑  Motta 2003, pp. 33-34, Tomo 9.
55. ↑  Motta 2003, pp. 264-265, Tomo 6.
56. ↑  Motta 2003, p. 95, Tomo 10.
57. ↑  Silva 2014, pp. 333-334.
58. ↑  Memórias da ditadura:Labibe Elias Abduch. Consultado em 17 de agosto de 2020.
59. 1 2  D'Aguiar 1976, pp. 153-154.
60. ↑  D'Aguiar 1976, p. 139.
61. ↑  D'Aguiar 1976, pp. 164-169.
62. ↑  Motta 2003, pp. 294-296, Tomo 1.
63. ↑  Ferreira & Gomes 2014, cap. 22.
64. ↑  Dulles 2014, p. 320.
65. ↑  Motta 2003, pp. 63-64.
66. ↑  D'Aguiar 1976, pp. 182-185.
67. ↑  Motta 2003, p. 165, Tomo 11.